# Heidenreich & Harbeck
Die Heidenreich & Harbeck GmbH ist der größte Industriebetrieb in Mölln im Kreis Herzogtum Lauenburg. Die Gießerei und Maschinenfabrik beschäftigt etwa 160 interne und externe Mitarbeiter. Das Kerngeschäft besteht in der Fertigung gegossener und einbaufertig bearbeiteter Komponenten für die Maschinenbauindustrie. Der Unternehmensname (Firma) ist von der ehemaligen, mittlerweile geschlossenen Hamburger Muttergesellschaft übernommen, die das Möllner Stammhaus 1927 gekauft hat.

## Geschichte

### Das Hamburger Stammhaus

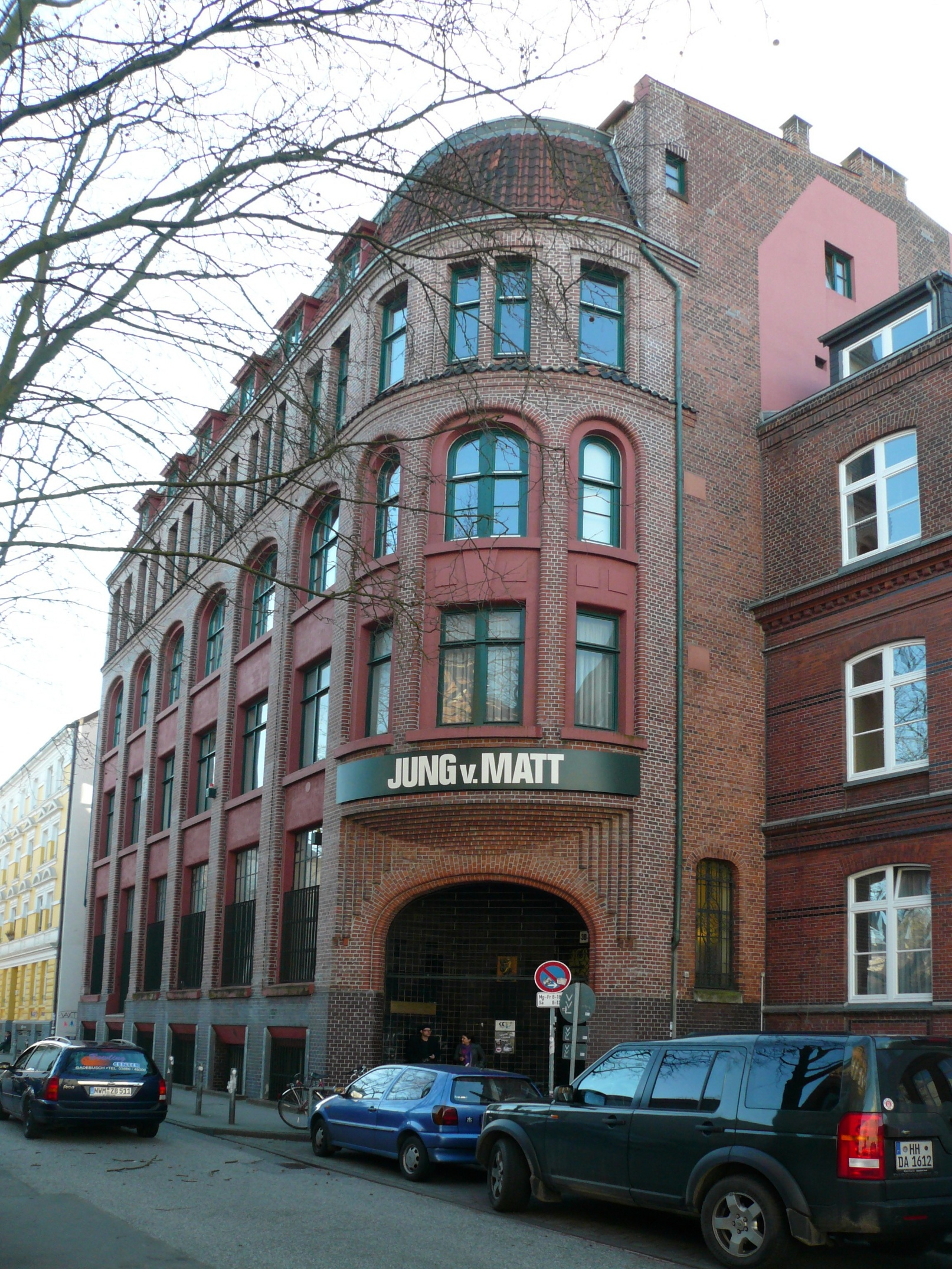
Fabrikationsgebäude in der Glashüttenstraße (1907 errichtet)

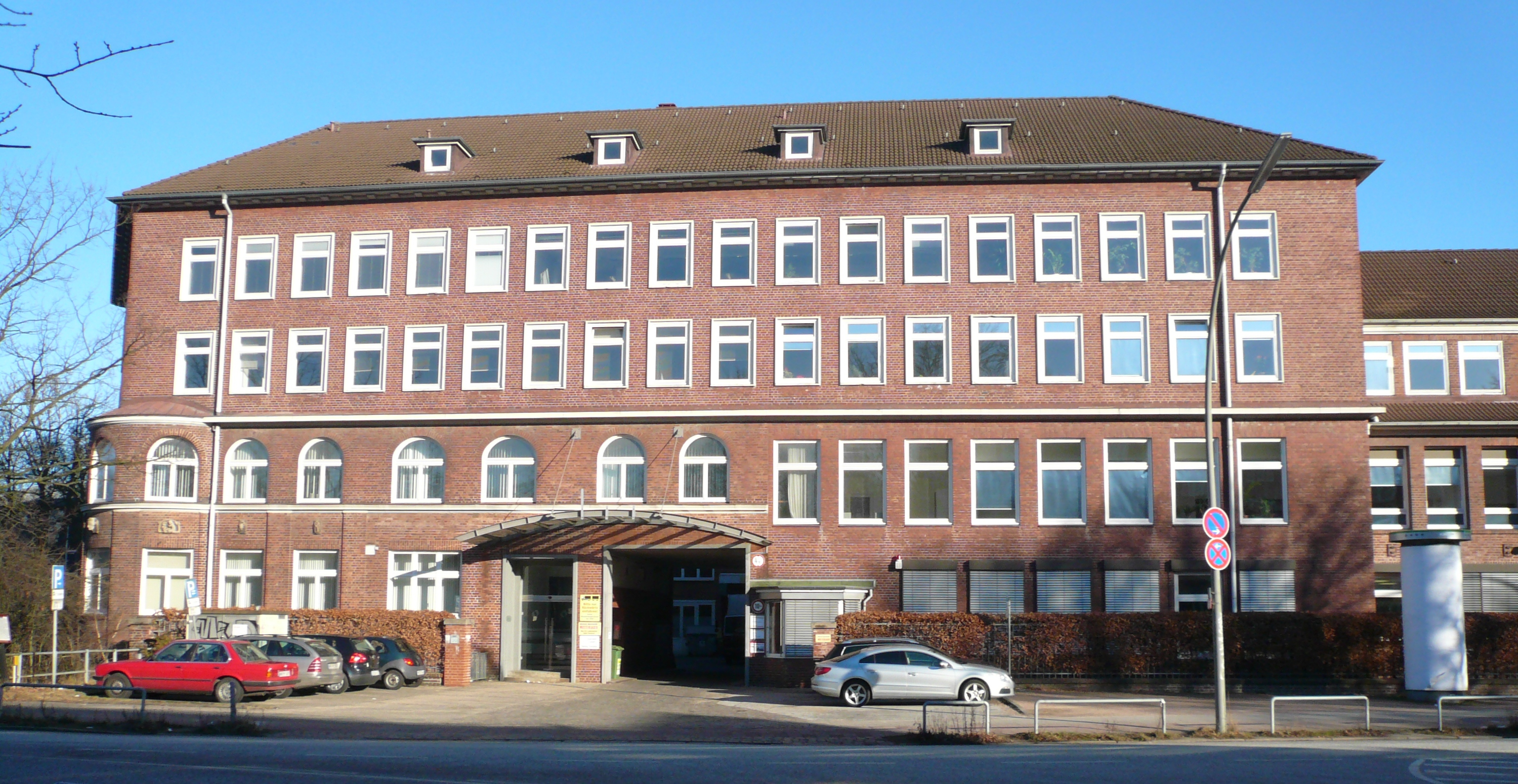
Verwaltungsgebäude der Fabrik am Wiesendamm 30 in Barmbek

1868 wurde Heidenreich & Harbeck in Hamburg gegründet. Schwerpunkt der Produktion lag auf der Herstellung von Drehmaschinen.
Das Betriebsgelände lag in der Glashüttenstraße (Karolinenviertel), wo 1907 ein neues Fabrikgebäude errichtet wurde. Als zum Ersten Weltkrieg der Bedarf an Drehbänken zur Herstellung von Geschützen und Munition wuchs, erfolgte eine Verlagerung des Betriebes in den Stadtteil Barmbek, an den östlichen Rand der Jarrestadt. Die Gebäude wurden 1917 bezogen und erstreckten sich in den Hochzeiten der Produktion bis zur Hufnerstraße.
Im Zweiten Weltkrieg wurde die Produktion zu 60 Prozent auf Gewehr- und Geschützbau umgestellt und dem Betrieb rund 350 Zwangsarbeiter zugeteilt, deren Entschädigung bis heute abgelehnt wird. Wegen der Waffenproduktion wurde auch eine Anbindung des Werkes an die Güterumgehungsbahn Hamburg hergestellt.
Das Stammhaus galt 1950 als richtungsweisend im Drehbankbau, das Unternehmen beschäftigte 1.500 Mitarbeiter.
1951 erhielt das Unternehmen den Zuschlag zum Bau des Großen Schmidtspiegels der Hamburger Sternwarte als westdeutscher Partner von Zeiss Jena. Der Konstrukteur Walter Strewinski war für die Montierung verantwortlich, Zeiss für die Optik. 1963 wurde eine baugleiche Montierung auch für das Schmidtspiegel-Teleskop der ESO durch Heidenreich&Harbeck gefertigt.
Als ein zusätzlicher Unternehmenszweig wurde die erste Hochleistungsblasmaschine für die Erstellung von Bierflaschen aus PVC entwickelt und unter dem Namen „Corpoplast“ vertrieben. 1971 wurde dies Verfahren auf PET umgestellt. Nach dem Tode Martin Harbecks verkaufte der Sohn 1972 das Unternehmen vollständig an die konkurrierende Gildemeister AG aus Bielefeld, nachdem sie schon 1970 eine Beteiligung erworben hatte. Der Bereich zur Herstellung von Plastikflaschen wurde 1975 selbstständig gemacht und 1979 an den Krupp-Konzern verkauft.
Am 15. März 1976 gab Gildemeister die beabsichtigte Schließung der Produktion bekannt. Beginn des Arbeitskampfes der Belegschaft mit Demonstrationen und Kundgebungen. Bereits 1977 wurden 800 von damals ungefähr 1000 Mitarbeitern entlassen.
Das japanische Unternehmen Makino stieg im Oktober 1978 mit einer Kapitalbeteiligung in Heidenreich & Harbeck ein und ließ seine Produkte produzieren. 1999 wurde das Hamburger Mutterhaus in Makino GmbH umbenannt. Das Unternehmen arbeitete noch bis 2007 als Vertriebsorganisation für japanische Drehmaschinen am alten Standort. Das 1917 erbaute Verwaltungsgebäude am Wiesendamm 30 und die Gebäude am Barmbeker Stichkanal wurden 2022 vollständig abgerissen, um Platz zu schaffen für einen Hochhaus-Neubaukomplex mit Quartiersplatz am Wasser für das Bezirksam Nord, dessen Umzug von Eppendorf nach Barmbek für das Jahr 2024 geplant ist.

### Das heutige Unternehmen in Mölln

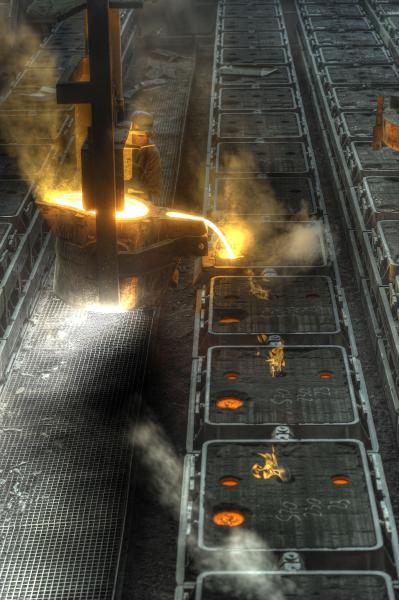
Formstrecke der Formanlage

1927 kaufte die Werkzeugmaschinenfabrik Heidenreich & Harbeck aus Hamburg die stillgelegte Eisengießerei Hoffmann & Tödt in Mölln. Diese war aus der 1859 gegründeten Maschinenfabrik und Eisengießerei Burmester hervorgegangen und 1923 am heutigen Standort verkehrsgünstig direkt neben dem Möllner Bahnhof (Bahnstrecke Lübeck–Lüneburg) errichtet worden. Sie musste jedoch infolge der Weltwirtschaftskrise den Betrieb einstellen.
Nach der Übernahme durch Heidenreich & Harbeck entwickelte sich die Gießerei zum größten Industriebetrieb in Mölln. Vor dem Zweiten Weltkrieg wurde sie um eine Großteile-Vorbearbeitungswerkstatt erweitert, die in den 1960er Jahren zur Fertigbearbeitung mit Induktionshärtungen von Werkzeugmaschinen-Führungsbahnen ausgebaut wurde.
1978 erfolgte die Umwandlung des Möllner Unternehmens in eine GmbH als selbstständige Tochtergesellschaft von Gildemeister, die den Konzern und Kunden aus dem allgemeinen Maschinenbau mit Gusskomponenten versorgen sollte.
Von 1978 bis 1989 erfolgte eine Grunderneuerung der Möllner Gießerei und Aufbau einer flexibel automatisierten Großteilebearbeitung, in der erstmals in Europa Gussteile bis 8 t Stückgewicht aufsichtsarm in kleineren Losgrößen bearbeitet wurden.
1993 wurde das Unternehmen in einem Management-Buy-out durch die Geschäftsführer Ernst du Maire und Siegfried Puls von Gildemeister abgekauft. Ab 1988 erfolgte der Aufbau einer firmeneigenen Konstruktions- und Berechnungsabteilung, um Kunden bei der Gussteilentwicklung zu unterstützen und eine größere Gestaltungsfreiheit gegossener Bauteile zu erhalten. Forschungsarbeiten zur wirtschaftlichen, systematischen Entwicklung kraftflussgerechter Formgestaltung durch Simulation natürlicher Wachstumsprozesse (Biocast) führten zu einem Angebot einer Entwicklungsdienstleistung mit integrierter Prototypenherstellung. 2002 wurde das Unternehmen in eine kleine, nicht börsennotierte Aktiengesellschaft umgewandelt. 2008 erfolgte die Übernahme durch die Firmengruppe Schloss Neugattersleben, 2011 wurde mit einer umfassenden Modernisierung der Gießerei begonnen.
Am 11. August 2012 teilte der Vorstand mit, dass er einen Antrag auf Eröffnung eines „Insolvenzverfahrens in Eigenverwaltung“ und die Bestellung eines Sachwalters beim zuständigen Amtsgericht Schwarzenbek beantragt habe. Im Juni 2013 konnte das Insolvenzverfahren dank des Engagements einer Unternehmerfamilie aufgehoben werden. Seither firmiert der Betrieb als Heidenreich & Harbeck GmbH. 2017 wurde Heidenreich & Harbeck mit dem AGCO Global Supplier Award ausgezeichnet. 2015 wurde von derselben Unternehmerfamilie die damals insolvente Gießerei TechnoGuss aus Tangerhütte erworben.
Im September 2022 wurde der Betrieb wieder als insolvent gemeldet.

## Produkte

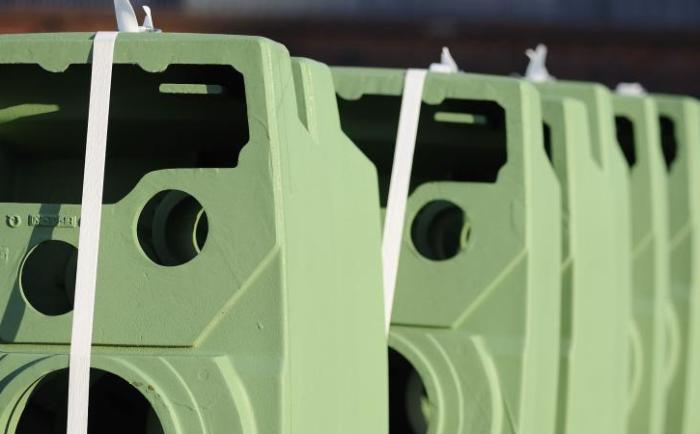
Getriebegehäuse aus Grauguss

Gefertigt werden Bauteile aus Grau- und Sphäroguss für den allgemeinen Maschinenbau. Der Schwerpunkt liegt bei prismatischen Bauteilen für die Werkzeugmaschinenindustrie.